# Onthophagus nagasawai
Onthophagus nagasawai là một loài bọ cánh cứng trong họ Bọ hung (Scarabaeidae).